# Injunktiv
Der Injunktiv ist in der indogermanischen Grundsprache der Basismodus des Verbs neben dem Indikativ, dem Konjunktiv, dem Optativ und dem Imperativ. Der Injunktiv weist keine formale Kennzeichnung auf und drückt nur die Zeitdauer einer Handlung (im Aorist: punktuelle Handlung mit Zeitdauer ‚absolut Null‘, im Präsens: Dauerhandlung oder wiederholte Handlung mit Zeitdauer ‚potentiell unendlich‘) aus, gibt aber nicht wieder, ob diese Handlung in der Vergangenheit, Gegenwart oder Zukunft stattfindet.
Dem Indogermanisten Karl Hoffmann zufolge diente der Injunktiv ursprünglich dazu, ein Geschehen ohne jegliche zeitliche Zuordnung nur zu erwähnen, als sogenannter Memorativ. Er habe also keine Vergangenheitsbedeutung, obwohl er äußerlich wie eine augmentlose Vergangenheitsform aussehe. Während der Indikativ die Gültigkeit einer Aussage behaupte, setze sie der Injunktiv voraus.
Erhalten ist der Injunktiv vor allem im Vedischen, wo er in Verbindung mit der Partikel mā́ zusätzlich als Prohibitiv, also als verneinter Imperativ im Sinne eines Verbots, gebraucht wird. Auch die augmentlosen Imperfektformen im homerischen Griechisch sind als ursprüngliche Injunktive zu deuten.